# Cernuellopsis ghisottii
Cernuellopsis ghisottii е вид охлюв от семейство Hygromiidae. Видът е уязвим и сериозно застрашен от изчезване.

## Разпространение и местообитание
Разпространен е в Италия.
Обитава планини, възвишения, склонове и ливади.